# دیدهدو
دیدهدو (به لاتین: Dhidhdhoo) یک جزیره در مالدیو است. دیدهدو بیش از ۴۵۰۰ نفر جمعیت دارد.